# Haskell Wexler

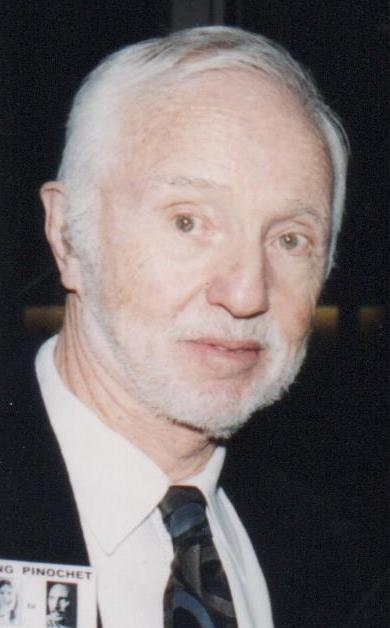
Haskell Wexler (1999)

Haskell Wexler (* 6. Februar 1922 in Chicago, Illinois; † 27. Dezember 2015 in Santa Monica, Kalifornien) war ein US-amerikanischer Kameramann und Regisseur.

## Leben und Wirken
Nach dem Besuch der University of California, Berkeley und Dienst in der US-amerikanischen Handelsmarine im Zweiten Weltkrieg drehte Wexler Industriefilme und arbeitete als Kameraassistent. Bereits 1953 war er an der Regie des Kurz-Dokumentarfilms The Living City beteiligt, der auch für den Oscar nominiert war.
1960 gab er sein Debüt als Kameramann in dem dokumentarischen Spielfilm Das grausame Auge (The Savage Eye). 1965 produzierte und inszenierte er seinen ersten eigenen Film, The Bus. Als Regisseur drehte er vornehmlich Dokumentar-, aber auch Spielfilme. Seine vor dem Hintergrund der Ausschreitungen während der Democratic National Convention angesiedelte Medienkritik Medium Cool (1969) wurde 2003 in das National Film Registry der Library of Congress aufgenommen.
Wexlers Kompromisslosigkeit als Kameramann führte wiederholt zu Konfrontationen mit seinen Regisseuren, darunter Elia Kazan und Miloš Forman, der ihn vom Set von Einer flog über das Kuckucksnest entfernen und den Film durch Bill Butler fertigstellen ließ.
Wexler war mit der Schauspielerin Rita Taggart verheiratet. Seine aus früheren Ehen stammenden Söhne Mark und Jeff Wexler sind ebenfalls im Filmgeschäft tätig. 2005 erschien eine Dokumentation über Haskell Wexler, Tell Them Who You Are, produziert von seinem Sohn Mark.
Die Regisseurin Tanya Wexler ist seine Nichte.

## Auszeichnungen (Auswahl)
Academy Awards
- 1967 Oscar für Wer hat Angst vor Virginia Woolf?
- 1976 Oscar-Nominierung für Einer flog über das Kuckucksnest
- 1977 Oscar für Dieses Land ist mein Land
- 1988 Oscar-Nominierung für Matewan
- 1990 Oscar-Nominierung für Blaze – Eine gefährliche Liebe

American Society of Cinematographers
- 1990 ASC Award für Blaze – Eine gefährliche Liebe
- 1993 Lifetime Achievement Award

National Society of Film Critics Awards
- 1968 NSFC Award für In der Hitze der Nacht
- 1977 NSFC Award für Dieses Land ist mein Land

Los Angeles Film Critics Association
- 1976 LAFCA Award für Dieses Land ist mein Land

Internationales Filmfestival Mannheim-Heidelberg
- 1969 Großer Preis von Mannheim-Heidelberg für Medium Cool

Weitere Ehrungen
- 1996 wurde Wexler mit einem Stern auf dem Hollywood Walk of Fame geehrt
- 2003 wurde er bei einer Umfrage der International Cinematographers Guild unter ihren Mitgliedern in die Top 11 der wichtigsten Kameramänner der Filmgeschichte gewählt.[7]

## Filmografie (Auswahl)

### Als Kameramann
- 1958: T Is for Tumbleweed (Kurzfilm)
- 1960: … der werfe den ersten Stein (The Hoodlum Priest)
- 1963: Die Unbezwingbaren (America, America)
- 1964: Der Kandidat (The Best Man)
- 1965: Tod in Hollywood (The Loved One)
- 1966: Wer hat Angst vor Virginia Woolf? (Who’s Afraid of Virginia Woolf?)
- 1967: In der Hitze der Nacht (In the Heat of the Night)
- 1968: Thomas Crown ist nicht zu fassen (The Thomas Crown Affair)
- 1968: Gesichter (Faces)
- 1971: Interviews with My Lai Veterans
- 1975: Einer flog über das Kuckucksnest (One Flew Over The Cuckoo’s Nest)
- 1976: Dieses Land ist mein Land (Bound for Glory)
- 1978: Coming Home – Sie kehren heim (Coming Home)
- 1978: In der Glut des Südens (Days of Heaven)
- 1982: Richard Pryor: Live on the Sunset Strip
- 1983: Frauen waren sein Hobby (The Man Who Loved Women)
- 1988: Colors – Farben der Gewalt (Colors)
- 1989: Das Bankentrio (Three Fugitives)
- 1989: Blaze – Eine gefährliche Liebe (Blaze)
- 1991: Das Geld anderer Leute (Other People’s Money)
- 1992: The Babe – Ein amerikanischer Traum (The Babe)
- 1995: Unsere feindlichen Nachbarn (Canadian Bacon)
- 1996: Nach eigenen Regeln (Mulholland Falls)
- 1996: Tödliche Verschwörung (The Rich Man’s Wife)
- 1999: Wenn der Nebel sich lichtet – Limbo (Limbo)
- 2000: The Man on Lincoln’s Nose
- 2004: Silver City

### Als Regisseur
- 1953: The Living City
- 1965: The Bus
- 1969: Medium Cool
- 1985: Latino

### Als Produzent
- 1965: Tod in Hollywood (The Loved One)